# Zustandserfassung und -bewertung

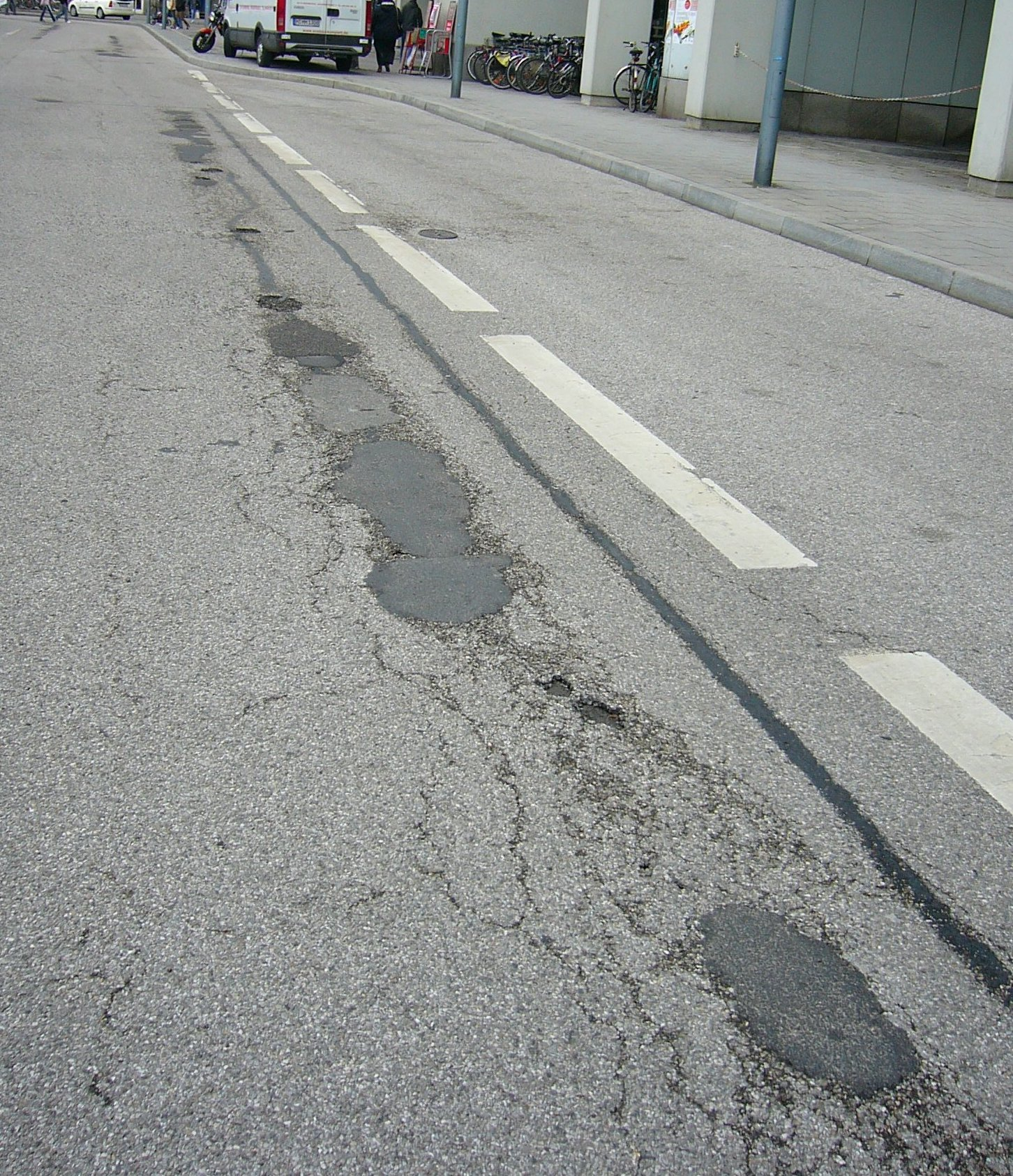
Die Zustandserfassung und -bewertung von Straßenschäden ermöglicht eine Finanzmittelbedarfsplanung.

Die Zustandserfassung und -bewertung (kurz ZEB) ist ein in Deutschland amtlich festgelegtes Untersuchungsverfahren von öffentlichen Straßen zur Ermittlung der Qualität des Straßennetzes und den damit verbundenen Unterhaltskosten. Es wird vom Straßenbaulastträger angewendet und liefert den Gebrauchswert einer Straße. Mittels visueller oder messtechnischer Zustandserfassung werden unter anderem Zustandsmerkmale wie Fahrbahnschäden, Längs- und Querunebenheiten, Griffigkeit und Straßenentwässerung untersucht.
Nach Abschluss der Zustandserfassung wird mit der Zustandsbewertung der Straße begonnen. Zu diesem Zweck wird ein Bewertungsschlüssel angewendet, der vom Zustandswert 1 (sehr guter Zustand) bis zum Zustandswert 5 (sehr schlechter Zustand) reicht. 
Innerhalb dieser Einteilung werden folgende Zustandswerte unterschieden:
- Zielwert bzw. Abnahmewert (Zustandswert 1,5)
- Warnwert (Zustandswert 3,5)
- Schwellenwert (Zustandswert 4,5)

## Normen und Standards

### Straßen
Für Deutschland:
- Forschungsgesellschaft für Straßen- und Verkehrswesen (Hrsg.): Richtlinien für die Planung von Erhaltungsmaßnahmen an Straßenbefestigungen, Ausgabe 2001, FGSV-Verlag Köln
- Forschungsgesellschaft für Straßen- und Verkehrswesen (Hrsg.): Empfehlungen für das Erhaltungsmanagement von Innerortsstraßen, Ausgabe 2003, FGSV-Verlag Köln
- Forschungsgesellschaft für Straßen- und Verkehrswesen (Hrsg.): Arbeitspapiere zur Systematik der Straßenerhaltung, Ausgabe 2001, FGSV-Verlag Köln

### Radverkehrsanlagen
Für den Radverkehr arbeitet die FGSV außerdem an „Empfehlungen für Erhaltung von Radverkehrsanlagen“ (E ERV).